# Thorigny-sur-Oreuse
Thorigny-sur-Oreuse település Franciaországban, Yonne megyében. Lakosainak száma 1396 fő (2022. január 1.). Thorigny-sur-Oreuse Pailly, Soucy, La Chapelle-sur-Oreuse, Plessis-Saint-Jean, La Postolle, Perceneige és Voisines községekkel határos.

## Népesség
A település népessége az elmúlt években az alábbi módon változott:
| Lakosok száma | 1510 | 1513 | 1518 | 1456 | 1428 | 1417 | 1405 | 1395 | 1396 |
|               | 2013 | 2015 | 2016 | 2017 | 2018 | 2019 | 2020 | 2021 | 2022 |